# Nannothemis bella

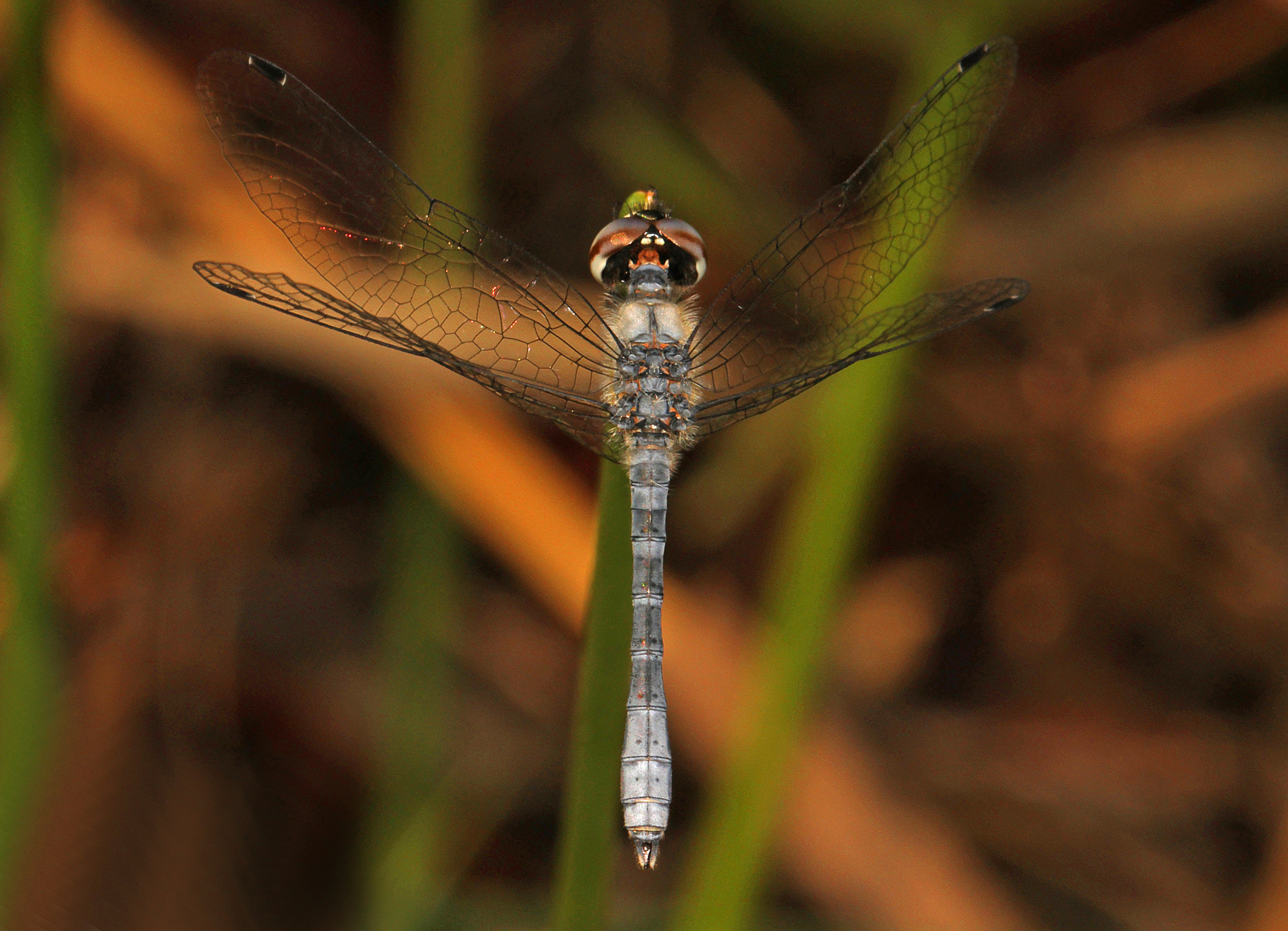
Nannothemis bella, Männchen

Die Nannothemis bella ist die einzige Libellenart der Gattung Nannothemis aus der Unterfamilie Brachydiplacinae. Ihr Verbreitungsgebiet erstreckt sich über das südöstliche Kanada und entlang der Ostküste der USA.

## Bau der Imago
Die Tiere erreichen eine Länge von 18 bis 20 Millimeter und eine Flügelspannweite von 25 bis 35 Millimeter. Es handelt sich damit um die kleinste Großlibellenart Nordamerikas. Die Männchen sind bläulich mit gräulich-weißem Überzug, die Weibchen hingegen schwarz mit gelben Streifen. Die Flügel sind bei den Männchen klar, bei den Weibchen hingegen befindet sich an der Basis ein goldener Fleck. Manchmal weist bei den Weibchen zudem der Cubito-Anal-Bereich einen dunkelbraunen Strich auf. Ähnlich wie bei Vertretern von Erythrodiplax, Pseudoleon, Uracis und Ypirangathemis ist das letzte Segment der vesica spermalis lang und zylindrisch.

## Habitat
Das Habitat von Nannothemis bella besteht aus Marschgebieten mit stehenden Gewässern, in denen sich die Larven entwickeln.

## Lebensweise
Die adulten Nannothemis bella ernähren sich kleinen Fluginsekten. Sie sitzen an Sonnentagen auf Pflanzenstängeln und starten von dort kurze Jagdflüge. Die Larven erbeuten kleine Wasserinsekten (Insektenlarven) und Würmern.

## Systematik
Nannothemis bella ist die einzige Art der Gattung Nannothemis innerhalb der Segellibellen (Libellulidae). Erstmals wissenschaftlich beschrieben wurde sie als Nannophya bella von Philip Reese Uhler 1857, Friedrich Moritz Brauer beschrieb 1860 erstmals die Gattung.